# Лукояновский район
Лукоя́новский район — административно-территориальное образование (район) в Нижегородской области России. В рамках организации местного самоуправления ему соответствует Лукояновский муниципальный округ (с 2004 до 2022 гг. — муниципальный район).
Административный центр — город Лукоянов.

## География
Район расположен вдоль железнодорожной линии Нижний Новгород — Пенза на участке от разъезда Поя до станции Николай Дар. На юге и юго-востоке он примыкает к Большеболдинскому и Починковскому районам (муниципальным округам); на севере и северо-востоке граничит с Гагинским, на западе — с Шатковским районами (муниципальными округами) и городским округом город Первомайск Нижегородской области, на юго-западе — с Ельниковским районом Мордовии.
По природным особенностям район можно разделить на две части: северную, более равнинную и степную (к северу от линии железной дороги Поя — Лукоянов — Николай Дар), и южную, более холмистую и лесную (к югу от железной дороги). Поверхность представляет собой холмистую равнину, имеющую волнистый характер, хорошо расчленённую речками, оврагами, долами и логами, приподнятую от 150 до 238 метров над уровнем моря.
Климат умеренно континентальный с холодной продолжительной зимой и тёплым сравнительно коротким летом. Средняя годовая температура воздуха составляет +2,9 °C. Абсолютный минимум температур января −45 °C, абсолютный максимум июля +39 °C. Средняя температура января −11 °C, июля +19 °C. За год в городе Лукоянове выпадает около 450 миллиметров осадков, из них 30 % приходится на осадки в холодный период. В районе преобладают западные и юго-западные ветры.
Площадь района — 1890,69 км².

## История
Время заселения территории современного Лукояновского района относится к концу неолита и началу ранней бронзы (примерно 5 тысяч лет назад). В I тысячелетии н. э. всю территорию междуречья Оки, Волги, Суры и Мокши заселяли мордовские племена.
До второй половины XVI века территория района была заселена очень слабо. Это объясняется тем, что Нижегородское Поволжье с XII века в течение более 400 лет являлось пограничной областью сначала русских княжеств, а затем централизованного Русского государства.
Лукоянов — старинный русский город, получивший свой статус по указу императрицы Екатерины II в 1779 году. Расположен в долине реки Теши, в 6 километрах от её истока и в 276 километрах от устья.
В писцовых книгах, относящихся к XVI веку, говорится о Ивашке Лукоянове, который поселился в верховьях Теши и поставил мельницу. Он положил начало деревушке Лукояновой. Сначала деревушка Лукоянова входила в вотчину Бутурлина, затем переходила из рук в руки от одного помещика к другому, а в XVIII веке село Лукояново находилось в составе экономических сёл.
По административной реформе, проведенной Екатериной II в 1779 году, село Лукояново было преобразовано в город.
Пожар 1817 года уничтожил город Лукоянов дотла.
15 ноября 1957 года к Лукояновскому району была присоединена часть территории упразднённого Большемаресевского района, а также Разинский район.
В настоящее время Лукояновский район является одним из крупнейших сельскохозяйственных районов юга Нижегородской области. На территории района находятся 62 предприятия, занятых производством сельскохозяйственной продукции, из них 28 фермерских хозяйств; а также 11 крупных и средних предприятий промышленности следующих отраслей: машиностроение, лесной и деревообрабатывающей, стекольной, лёгкой, пищевой и полиграфической.

## Население
| 1939    | 1959    | 1970    | 1979    | 1989    | 2002    | 2008    | 2009    | 2010    |
| ------- | ------- | ------- | ------- | ------- | ------- | ------- | ------- | ------- |
| 73 359  | ↗74 145 | ↘55 769 | ↘44 568 | ↘38 359 | ↘35 828 | ↘32 785 | ↘32 362 | ↗32 384 |
| 2011    | 2012    | 2013    | 2014    | 2015    | 2016    | 2017    | 2018    | 2019    |
| ↘32 320 | ↘31 916 | ↘31 354 | ↘30 816 | ↘30 424 | ↘30 216 | ↘29 897 | ↘29 582 | ↘29 078 |
| 2020    | 2021    |         |         |         |         |         |         |         |
| ↘28 593 | ↘26 545 |         |         |         |         |         |         |         |

### Урбанизация
Городское население (город Лукоянов и рабочий посёлок имени Степана Разина) составляет 55,72 % от всего населения района.

### Национальный состав
Национальный состав: русские - 98,0, мордва – 1,6%, татары - 0,05 %, армяне – 0,2 % , украинцы - 0,05%, изиды – 0,05%, грузины – 0,05% .

### Религиозный состав
В подавляющем большинстве население Лукояновского района — православное. Всего в районе насчитывается 5 действующих церквей.

## Административно-муниципальное устройство
В Лукояновский район, в рамках административно-территориального устройства области, входят 8 административно-территориальных образований, в том числе 1 город районного значения, 1 рабочий посёлок и 6 сельсоветов.
| № | Административно-территориальное (муниципальное) образование | Административный центр             | Количество населённых пунктов | Население (чел.) | Площадь (км²) |
| - | ----------------------------------------------------------- | ---------------------------------- | ----------------------------- | ---------------- | ------------- |
| 1 | город Лукоянов                                              | город Лукоянов                     | 2                             | ↘13 535          | 57,34         |
| 2 | рабочий посёлок им Степана Разина                           | рабочий посёлок им. Степана Разина | 13                            | ↘2636            | 648,83        |
| 3 | Большеарский сельсовет                                      | село Большая Аря                   | 10                            | ↘1633            | 241,99        |
| 4 | Большемаресьевский сельсовет                                | село Большое Маресьево             | 9                             | ↘1272            | 208,07        |
| 5 | Кудеяровский сельсовет                                      | село Кудеярово                     | 7                             | ↘2652            | 95,72         |
| 6 | Лопатинский сельсовет                                       | село Лопатино                      | 10                            | ↘1466            | 186,54        |
| 7 | Тольско-Майданский сельсовет                                | село Тольский Майдан               | 12                            | ↘1927            | 271,66        |
| 8 | Шандровский сельсовет                                       | село Шандрово                      | 10                            | ↘1424            | 180,54        |

Первоначально на территории Лукояновского района к 2004 году выделялись 1 город районного значения, 1 рабочий посёлок и 16 сельсоветов. В рамках организации местного самоуправления в 2004—2009 гг. в существовавший в этот период Лукояновский муниципальный район входили соответственно 18 муниципальных образований, в том числе 2 городских и 16 сельских поселений. В 2009 году были упразднены Печинский, Никулинский, Пичингушский, Елфимовский, Иванцевский, Крюковский, Неверовский, Большемамлеевский, Маломамлеевский, Салдаманов-Майданский сельсоветы. Законом от 4 мая 2022 года Лукояновский муниципальный район и все входившие в его состав поселения были упразднены и объединены в Лукояновский муниципальный округ.

## Населённые пункты
В Лукояновском районе 73 населённых пункта, в том числе два городских населённых пункта — город и посёлок городского типа (рабочий посёлок) — и 71 сельский населённый пункт.
| №  | Населённый пункт   | Тип             | Население | Административно-территориальное (муниципальное) образование |
| -- | ------------------ | --------------- | --------- | ----------------------------------------------------------- |
| 1  | Лукоянов           | город           | ↘12 652   | город Лукоянов                                              |
| 2  | им. Степана Разина | рабочий посёлок | ↘2140     | рабочий посёлок им Степана Разина                           |
| 3  | Александровка      | село            | ↘67       | Лопатинский сельсовет                                       |
| 4  | Александровка      | посёлок         | ↘0        | Шандровский сельсовет                                       |
| 5  | Атингеево          | село            | ↘382      | Шандровский сельсовет                                       |
| 6  | Белецкий           | посёлок         | ↘4        | Большемаресьевский сельсовет                                |
| 7  | Березовка          | деревня         | ↘20       | Лопатинский сельсовет                                       |
| 8  | Большая Аря        | село            | ↘547      | Большеарский сельсовет                                      |
| 9  | Большое Мамлеево   | село            | ↘729      | Тольско-Майданский сельсовет                                |
| 10 | Большое Маресьево  | село            | ↘570      | Большемаресьевский сельсовет                                |
| 11 | Бутская            | деревня         | ↘54       | рабочий посёлок им Степана Разина                           |
| 12 | Веселейка          | деревня         | ↘0        | Кудеяровский сельсовет                                      |
| 13 | Владимировка       | деревня         | ↘252      | Лопатинский сельсовет                                       |
| 14 | Волчиха            | деревня         | ↘29       | Тольско-Майданский сельсовет                                |
| 15 | Гаврилово          | село            | ↘119      | Лопатинский сельсовет                                       |
| 16 | Гари               | село            | ↘78       | Тольско-Майданский сельсовет                                |
| 17 | Гарской            | посёлок         | ↘6        | Тольско-Майданский сельсовет                                |
| 18 | Городок            | посёлок         | ↘17       | Тольско-Майданский сельсовет                                |
| 19 | Григорьевка        | деревня         | →0        | Кудеяровский сельсовет                                      |
| 20 | Докучаево          | деревня         | ↘80       | Большеарский сельсовет                                      |
| 21 | Елфимово           | село            | ↘284      | Большемаресьевский сельсовет                                |
| 22 | Иванцево           | село            | ↘668      | Кудеяровский сельсовет                                      |
| 23 | Карповка           | посёлок         | →0        | Большемаресьевский сельсовет                                |
| 24 | Кельдюшево         | село            | ↘130      | Большемаресьевский сельсовет                                |
| 25 | Крапивка           | деревня         | ↘76       | Большеарский сельсовет                                      |
| 26 | Красная Горка      | деревня         | ↘3        | Кудеяровский сельсовет                                      |
| 27 | Красная Поляна     | село            | ↘85       | Большемаресьевский сельсовет                                |
| 28 | Крюковка           | село            | ↘369      | Лопатинский сельсовет                                       |
| 29 | Кудеярово          | село            | ↘2054     | Кудеяровский сельсовет                                      |
| 30 | Кузнецкий          | посёлок         | ↘3        | Кудеяровский сельсовет                                      |
| 31 | Кузнецкий          | посёлок         | →0        | рабочий посёлок им Степана Разина                           |
| 32 | Курилиха           | посёлок         | ↘7        | рабочий посёлок им Степана Разина                           |
| 33 | Курлей             | деревня         | →0        | рабочий посёлок им Степана Разина                           |
| 34 | Ладыгино           | деревня         | ↘10       | Большеарский сельсовет                                      |
| 35 | Лопатино           | село            | ↘486      | Лопатинский сельсовет                                       |
| 36 | Малая Васильевка   | деревня         | ↘0        | Большемаресьевский сельсовет                                |
| 37 | Малая Поляна       | село            | ↘315      | Большемаресьевский сельсовет                                |
| 38 | Малое Мамлеево     | село            | ↘329      | Тольско-Майданский сельсовет                                |
| 39 | Мерлиновка         | село            | ↗252      | Тольско-Майданский сельсовет                                |
| 40 | Мессинговка        | село            | ↘0        | Шандровский сельсовет                                       |
| 41 | Надежинка          | деревня         | ↘8        | Тольско-Майданский сельсовет                                |
| 42 | Неверово           | село            | ↘366      | Лопатинский сельсовет                                       |
| 43 | Нехорошево         | село            | ↘202      | Большемаресьевский сельсовет                                |
| 44 | Николаевка         | деревня         | ↘80       | Шандровский сельсовет                                       |
| 45 | Николай Дар        | село            | ↘132      | Тольско-Майданский сельсовет                                |
| 46 | Никулино           | село            | ↘294      | Большеарский сельсовет                                      |
| 47 | Новая Москва       | посёлок         | ↘16       | Тольско-Майданский сельсовет                                |
| 48 | Новомихайловка     | село            | ↘100      | рабочий посёлок им Степана Разина                           |
| 49 | Новоселки          | село            | ↘154      | Большеарский сельсовет                                      |
| 50 | Новый Майдан       | село            | ↘34       | Шандровский сельсовет                                       |
| 51 | Орловка            | деревня         | ↘37       | рабочий посёлок им Степана Разина                           |
| 52 | Панзелка           | посёлок         | ↘6        | рабочий посёлок им Степана Разина                           |
| 53 | Перемчалки         | село            | ↘79       | Лопатинский сельсовет                                       |
| 54 | Печи               | село            | ↘334      | рабочий посёлок им Степана Разина                           |
| 55 | Пичингуши          | село            | ↘208      | Большеарский сельсовет                                      |
| 56 | Покровка           | село            | ↘191      | рабочий посёлок им Степана Разина                           |
| 57 | Полевой            | посёлок         | ↘2        | рабочий посёлок им Степана Разина                           |
| 58 | Поя                | село            | ↘245      | Шандровский сельсовет                                       |
| 59 | Романовка          | село            | ↘32       | Кудеяровский сельсовет                                      |
| 60 | Саврасово          | село            | ↘425      | Большеарский сельсовет                                      |
| 61 | Салдаманов Майдан  | село            | ↘253      | Шандровский сельсовет                                       |
| 62 | Салдаманово        | село            | ↘181      | Шандровский сельсовет                                       |
| 63 | Санки              | село            | ↘127      | рабочий посёлок им Степана Разина                           |
| 64 | Скородумовка       | деревня         | ↘14       | Тольско-Майданский сельсовет                                |
| 65 | Сонино             | деревня         | ↘181      | Лопатинский сельсовет                                       |
| 66 | Средний            | посёлок         | ↘14       | рабочий посёлок им Степана Разина                           |
| 67 | Тетюши             | деревня         | ↘6        | Большеарский сельсовет                                      |
| 68 | Тольский Майдан    | село            | ↘739      | Тольско-Майданский сельсовет                                |
| 69 | Ульяново           | село            | ↘883      | город Лукоянов                                              |
| 70 | Фоминка            | деревня         | ↘5        | Шандровский сельсовет                                       |
| 71 | Чиргуши            | село            | ↘321      | Большеарский сельсовет                                      |
| 72 | Чуфарово           | село            | ↘96       | Лопатинский сельсовет                                       |
| 73 | Шандрово           | село            | ↘813      | Шандровский сельсовет                                       |

## Экономика

### Промышленность
В Лукояновском районе функционируют 5 
- ОАО «Разинский леспромхоз» — лесозаготовка и деревообработка;
- ООО «Бытовик» — пошив верхней одежды и легкого платья по заказам населения, услуги по ремонту обуви, услуги по ремонту бытовой радиоаппаратуры, услуги по ремонту часов, услуги фотографии, парикмахерских, проката, ритуальные услуги, услуги по ремонту и обслуживанию ККМ;
- ОАО « Рабочая одежда» — пошив профессиональной и специальной одежды;
- ООО «Стеклострой» — производство стеклянной бутылки;
- Лукояновское ПО "ПК «Хлеб» — производство хлебобулочных изделий.

### Сельское хозяйство
Сельским хозяйством в районе занимаются 10 колхозов, 9 обществ с ограниченной ответственностью, 10 сельскохозяйственных производственных кооперативов, 2 товарищества с ограниченной ответственностью, 2 подсобных хозяйства, 2 товарищества на вере, 1 муниципальное предприятие и 28 крестьянских хозяйств. Сельское хозяйство Лукояновского района сбалансировано: в нём одинаково развито как животноводство, так и растениеводство.

### Ресурсы

#### Земельные ресурсы
Лукояновский район расположен в Пьянско-Сурском возвышенном лесостепном крае лесостепной правобережной природной зоны Нижегородской области. В районе преобладают чернозёмы выщелоченные и оподзоленные. По механическому составу почвы в большинстве своем средне- и легкосуглинистые.
В общей структуре земельного фонда района наибольший удельный вес имеют земли сельскохозяйственных угодий (59 %) и леса (33 %).

#### Минеральные ресурсы
На территории района находится большое количество выявленных и (или) разведанных месторождений рудных и нерудных полезных ископаемых, в частности:
- Разинское месторождение стекольных песков,
- Итмановское месторождение титано-циркониевых песков (освоение запланировано на 2008 год)[28].

#### Лесные ресурсы.
Одним из основных богатств района является лес. Им занято 61 229 гектар, это 33 % от общей площади района. Общий запас древесины — 8 874 900 м³, в том числе хвойных пород — 2 173 900 м³ и лиственных пород — 6 701 000 м³.

#### Водные ресурсы
Лукояновский район находится на водоразделе четырёх сравнительно больших рек: Алатыря, Мокши, Теши и Пьяны, две из которых в районе не протекают, но имеют свои притоки. Это реки Пьяна и Мокша.
По территории района протекают следующие реки:
- бассейна реки Алатырь:
  - Вышовка,
  - Сухая Чеварда,
  - Мокрая Чеварда,
  - Санка,
  - Пандуга,
  - Панзелка,
  - Ирса,
  - Сухая Ирса,
  - Печка,
  - Арзинка,
  - Мадаевка,
  - Ковач
  - ручей Меньшовка,
- бассейна реки Мокша:
  - Уркат
  - Кутукс
- бассейна реки Теша;
  - Хвощевка,
  - Ломовка,
- Патерга,
  - Пойка,
  - Нарзимка (Хоруимка)
  - Пша (Потьма)
- бассейна реки Пьяна:
  - Арька,
  - Ежать,
  - Пекшать,
  - Чека,
  - Воржа (Оржа),
  - Шнара,
  - Черезь,
  - Кочкоемка,
  - Аратка,
  - Пеля,
  - Пила,
  - Азалка,
  - Печенейка,
  - Колмонейка,
  - Сосновка.

Большинство рек, протекающих в Лукояновском районе, небольшие, поэтому население для хозяйственных нужд вынуждено было создавать пруды. В настоящее время в районе их 122.

### Транспорт
Большую роль в экономических связях Лукояновского района играет железнодорожный и автомобильный транспорт.
Районный центр, город Лукоянов расположен на железнодорожной магистрали Нижний Новгород — Пенза. На территории района находятся железнодорожные станции Лукоянов и Николай Дар, разъезды Веселей и Поя. Общая протяженность железнодорожных путей — 55 км.
В 1955 году в районе была построена первая автомобильная дорога с твёрдым покрытием, соединившая Лукоянов с Шатками. Хозяйство района серьёзно страдало из-за отсутствия хороших дорог. Мало дорог с твердым покрытием было на улицах города. Первую попытку возведения дорог было решено провести методом народной стройки. Безотлагательной считалась трасса на поселок имени Степана Разина. Дорогу строили из местных материалов, щебень и песок брали из близлежащих карьеров. Дорога на Разино строилась в течение двух лет, в самом конце 1950-х годов.
Началом основательного строительства дорог следует считать 1960 год. Была построена дорога, соединившая Лукоянов с районным центром Гагинского района, протяженностью 40 километров. В 1960—1965 годах с участием горьковских заводов строились дороги на Саранск и до бывших райцентров — сел Большого Маресьева и рабочего посёлка имени Степана Разина. К середине 1970-х годов Лукоянов был соединен дорогами со всеми центральными усадбьами колхозов и совхозов района.
В настоящее время через город проходит автомобильная трасса федерального значения Р158 Нижний Новгород — Саратов. Также по территории района проходит автомобильная магистраль областного значения К-82, соединяющая Лукоянов с Гагинским и Большеболдинскими районами. Общая протяженность автомобильных дорог с твёрдым покрытием в Лукояновском районе составляет 337 километров.

## СМИ
Районная газета «Лукояновская правда» издаётся с 18 марта 1919 года, выходит дважды в неделю — во вторник и по пятницам.
На территории района действует 3 радиостанции:
- 102,1 МГц — Радио Эталон
- 106,9 МГц — Европа Плюс

## Культура и образование
В Лукояновском районе действуют 13 детских дошкольных учреждений, из них 6 — в городской местности и 7 — в сельской местности.
Также в районе имеется 14 средних, 15 основных, 5 начальных, 2 вечерних (сменных) школ, в которых обучается более 3700 человек в дневных школах (в городской местности — около 2000 человек и в сельской местности — 1700 человек) и более 180 человека вечерних школах.
Функционируют учреждения дополнительного образования: дом детского творчества и детская школа искусств.
В городе Лукоянове расположены педагогический колледж имени Максима Горького, медицинское училище и сельскохозяйственный техникум.
Культура и спорт
На территории Лукояновского района расположено 37 учреждений культурно-досугового типа, 33 библиотеки, 2 музея, 16 киноустановок.
В районе стабильно работают более 25 коллективов художественной самодеятельности.

### Лукояновский народный краеведческий музей
Адрес музея : 607800. Нижегородская обл., г. Лукоянов, пл. Мира, д.8.
Музей был создан 29 октября 1958 года. Общая площадь музейных помещений составляет 230 м², имеется фондохранилище. В настоящее время в музее работает четыре зала.
В первом зале представлена экспозиция «Лукояновский район с древнейших времен и до XIX века», второй зал музея посвящён Великой Отечественной войне; в третьем зале представлены экспонаты, повествующие о современном периоде Лукояновского района, четвёртый зал — отдел природы.

### Музей эрзянской культуры
Адрес музея : 607800, Нижегородская область, г. Лукоянов, пл. Мира
Второй музей Лукояновского района — музей эрзянской культуры, расположенный в районном доме культуры (РДК). Музей был открыт 20 ноября 1992 года.

## Лечебные учреждения
Больничный комплекс района представлен 4 больницами (1 центральная районная и 3 участковых), рассчитанными на 370 коек (275 коек — в городской местности и 95 — в сельской) и Большеарским детским санаторием, рассчитанным на 70 детей. Также в больничный комплекс входят 5 амбулаторно-поликлинических учреждений, стоматологическая поликлиника, 7 фельдшерско-акушерских пунктов и 30 фельдшерских пунктов.
Население района обслуживают 80 врачей всех специальностей и 422 человека среднего медицинского персонала. Численность врачей на 10 000 человек населения — 22,8 чел. (по области — 43,2 чел.), численность среднего медицинского персонала на 10 000 человек населения — 120,2 чел. (по области — 104,5 чел.)